# フェリックス・チセケディ
フェリックス・アントワーヌ・チセケディ・チロンボ（フランス語: Félix Antoine Tshisekedi Tshilombo、フランス語: [feliks ɑ̃twan tʃizək(ə)di tʃilɔ̃bo]、1963年6月13日 - ）は、コンゴ民主共和国の政治家。現大統領、民主社会進歩連合 (UDPS) 書記長。2021年2月6日より1年間、アフリカ連合議長も務めた。
3期にわたりザイールの首相を務めたエティエンヌ・チセケディの子で、2018年12月の総選挙で大統領に就任した。この総選挙をめぐっては欧州やカトリック系の選挙監視団体から不正が指摘され、野党候補のマルタン・ファユルも憲法裁判所に異議を申し立てたが、憲法裁は選挙結果を支持した。内閣官房長官には政界の重鎮で連立パートナーのヴィタル・カメル、首相にはシルベストル・イルンガが就任した。

## 経歴
レオポルドヴィル（現在のキンシャサ）に生まれる。父は1990年代にザイールの首相を務めたエティエンヌ・チセケディ。少年時代は首都で何不自由なく過ごしたが、1980年代初頭に父が民主社会進歩連合 (UDPS) を立ち上げ、大統領モブツ・セセ・セコに公然と反旗を翻すと、父とともに中部カサイ地方の父の故郷に送られ、軟禁された。軟禁中は勉学もままならなかった。1985年にモブツによって母や兄弟とともに解放されると、ベルギーのブリュッセルに亡命し、雑用仕事で生活した。
2008年末、チセケディはUDPSの対外関係担当書記に就任した。2011年11月には東カサイ州ムブジマイから国会議員に選出されたが、選挙に不正があったとして固辞したため、長期欠席を理由に議員資格をはく奪された。
2013年5月には、独立全国選挙管理委員会 (CENI) からチセケディに報告者就任の要請があった。しかし、CENIは定款で政治団体の構成員の就任を禁止しているため、チセケディは政治活動に支障が出るとして、これを拒んだ。
2016年10月にはUDPSの副書記長となり、さらに2017年2月1日に父エティエンヌが死去すると、2018年3月31日に書記長に昇格した。書記長昇格と同じ日、チセケディは12月30日に行われる大統領選のUDPS候補にも指名された。
大統領選は予定通り12月30日に実施され、その結果、2019年1月10日にチセケディの当選が発表された。大統領選には野党党首のマルタン・ファユルや、18年間大統領の座にあったジョゼフ・カビラの支援を受けた、エマニュエル・ラマザニ・シャダリーなどが立候補していた。このうちファユルは選挙に不正があったとして憲法裁判所に異議を申し立てたが、1月19日に却下された。これによってチセケディの当選が正式に確定し、1月24日に宣誓式が行われ、その翌日に大統領に就任した。1965年のコンゴ独立以来、現職の大統領が野党の政治家に平和裏に政権を移譲した初めての事例となった。
これに関して、南アフリカ共和国は1月20日にチセケディの当選に祝意を表したが、アフリカ連合や欧州連合 (EU) は憲法裁判所の発表した選挙結果に疑義を示した。チセケディの就任後には、カビラ派の政治家が首相に抜擢されるとの観測もささやかれた。
2019年3月13日、チセケディはおよそ700人の受刑者に恩赦を与える大統領令に署名した。恩赦の対象には、カビラの政敵も含まれていた。
大統領就任後の数か月間、国会の上院と下院を制している政党連合「コンゴ共同戦線」とはカビラの仲介で交渉を行った。4月末には、カビラが首相候補に鉱山会社重役のアルベール・ユマを推薦したとの報道がなされた。しかし、ユマはコンゴ政府と国際資源メジャーとのあいだで紛争が発生するおそれのある、2018年制定の新しい鉱山法を支持していたため、海外からの圧力をおそれたチセケディが指名することはなかった。国会を野党に握られているなか、チセケディはキブ地方の紛争やエボラ出血熱の問題にも対処しなければならなかった。
5月20日、チセケディとコンゴ共同戦線、カビラの三者間で協定が成立し、首相には現職文官でカビラの盟友でもあるシルベストル・イルンガが就任することとなった。イルンガは1970年代に政治家となって以来、1997年のモブツ体制崩壊まで数多くの閣僚職を務めていた。
2021年2月6日、アフリカ連合の年次総会において2021年度の総会議長に選出され、1年間務めた。
2023年12月20日に大統領選挙が行われ、31日にチセケディの再選が発表された。
コンゴ東部で継続するテロ活動などに対処するため、国民統合内閣の樹立に向けた協議を2025年3月24日から4月8日までの約2週間、大学教授のデジレ・カシミール・エベランデ・コロンゲレを特別顧問として実施したが、一部の野党は政権の正当化に利用されることを警戒してボイコットした。